# 梅尼勒韦尔克利沃
梅尼勒韦尔克利沃（法語：Mesnil-Verclives，法語發音：[mɛnil vɛʁkliv]）是法国厄尔省的一个市镇，位于该省东北部，属于莱桑德利区。

## 地理
梅尼勒韦尔克利沃（49°19'14"N, 1°28'1"E）面积9.96 平方千米，位于法国诺曼底大区厄尔省，该省份为法国北部内陆省份，北起滨海塞纳省，西接奧恩省和卡爾瓦多斯省，南至厄尔-卢瓦省，东临瓦兹省、瓦兹河谷省和伊夫林省。
与梅尼勒韦尔克利沃接壤的市镇（或旧市镇、城区）包括：库德赖、埃库伊、利索尔、韦克桑地区弗勒内勒、索赛拉康帕涅、图夫勒维尔。

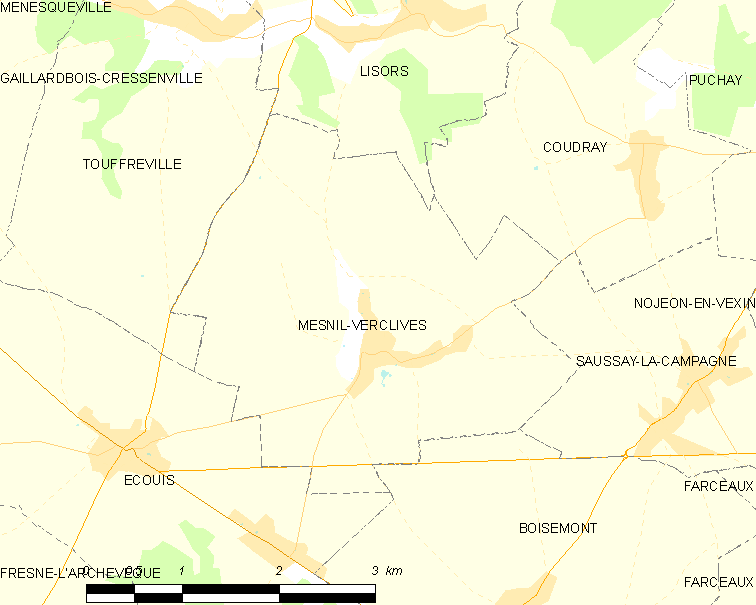
梅尼勒韦尔克利沃的OSM定位图

梅尼勒韦尔克利沃的时区为UTC+01:00、UTC+02:00（夏令时）。

## 行政
梅尼勒韦尔克利沃的邮政编码为27440，INSEE市镇编码为27407。

## 政治
梅尼勒韦尔克利沃所属的省级选区为莱桑德利县。

## 人口

1962-2008年间梅尼勒韦尔克利沃人口变化图示

梅尼勒韦尔克利沃于2022年1月1日时的人口数量为304人。